# Alessandro Mountbatten
Alessandro Alberto Mountbatten (Windsor, 23 novembre 1886 – Kensington Palace, 23 febbraio 1960) è stato principe di Battenberg e primo marchese di Carisbrooke, membro della famiglia reale inglese e nipote della regina Vittoria.

## I primi anni
Il principe Alessandro nacque nel 1886 al castello di Windsor, nel Berkshire, e venne educato al Wellington College, per poi entrare nella marina inglese, dove fece carriera. Suo padre era il principe Enrico di Battenberg, figlio del principe Alessandro d'Assia e di Julie Therese, contessa di Hauke. Sua madre era la principessa Beatrice, quinta e più giovane dei figli della regina Vittoria d'Inghilterra e del principe Alberto di Sassonia-Coburgo-Gotha.
Dal momento che il principe Enrico aveva contratto matrimonio morganatico, aveva ottenuto il titolo di Principe di Battenberg da sua madre, la quale era stata creata principessa con questo titolo. Alessandro ottenne così il titolo di Altezza Serenissima. Nel Regno Unito ottenne, per concessione della regina Vittoria, nel 1886, il titolo di Altezza.

## Marchese di Carisbrooke
I sentimenti anti-germanici scatenati dalla prima guerra mondiale spinsero il re Giorgio V del Regno Unito a cambiare il proprio nome di famiglia, nel luglio del 1917 da Sassonia-Coburgo-Gotha in Windsor. Egli rinunciò inoltre a tutti i propri titoli di origine tedesca.
I Battenberg, dal canto loro, aderirono a questa politica, tralasciando il titolo di principi e principesse di Battenberg a favore del cognome Mountbatten, che altro non era che la trasposizione inglese di Battenberg. Il 7 novembre 1917 Alessandro venne creato marchese di Carisbrooke, conte di Berkhamsted e visconte di Launceston.

## Matrimonio
Il 19 luglio 1917, Alessandro Sposò lady Irene Denison (4 luglio 1890 – 16 luglio 1956), unica figlia del secondo conte di Londesborough. La celebrazione ebbe luogo nella cappella reale del Palazzo di San Giacomo, a Londra. La coppia ebbe un'unica figlia:
- Iris Victoria Beatrice Grace Mountbatten (13 gennaio 1920 – 1º settembre 1982)

## Morte
Lord Carisbrooke morì nel 1960, all'età di 73 anni, a Kensington Palace, e venne sepolto nella Cappella Battenberg nella chiesa di Whippingham, sull'isola di Wight. Egli era l'ultimo nipote sopravvissuto della regina Vittoria e il titolo di Marchese di Carisbrooke si estinse col suo decesso.

## Ascendenza
|                                     |                                     |                                                 | Genitori                                        |  |  | Nonni |  |  | Bisnonni         |  |  | Trisnonni       |  |
|                                     |                                     |                                                 |                                                 |  |  |       |  |  | Luigi II d'Assia |  |  | Luigi I d'Assia |  |
|                                     |                                     |                                                 |                                                 |  |  |       |  |  | Luigi II d'Assia |  |  | Luigi I d'Assia |  |
|                                     |                                     | Luisa d'Assia-Darmstadt                         |                                                 |  |  |       |  |  | Luigi II d'Assia |  |  |                 |  |
| Alessandro d'Assia                  |                                     |                                                 |                                                 |  |  |       |  |  | Luigi II d'Assia |  |  |                 |  |
|                                     |                                     | Guglielmina di Baden                            | Carlo Luigi di Baden                            |  |  |       |  |  |                  |  |  |                 |  |
|                                     |                                     | Guglielmina di Baden                            | Carlo Luigi di Baden                            |  |  |       |  |  |                  |  |  |                 |  |
|                                     |                                     | Guglielmina di Baden                            | Amalia d'Assia-Darmstadt                        |  |  |       |  |  |                  |  |  |                 |  |
| Enrico di Battenberg                |                                     | Guglielmina di Baden                            |                                                 |  |  |       |  |  |                  |  |  |                 |  |
|                                     |                                     | Hans Moritz von Hauke                           | Friedrich Carl Emanuel Hauke                    |  |  |       |  |  |                  |  |  |                 |  |
|                                     |                                     | Hans Moritz von Hauke                           | Friedrich Carl Emanuel Hauke                    |  |  |       |  |  |                  |  |  |                 |  |
|                                     |                                     | Hans Moritz von Hauke                           | Maria Salomé Schweppenhäuser                    |  |  |       |  |  |                  |  |  |                 |  |
| Julia von Hauke                     |                                     | Hans Moritz von Hauke                           |                                                 |  |  |       |  |  |                  |  |  |                 |  |
|                                     |                                     | Sophie Lafontaine                               | Franz Lafontaine                                |  |  |       |  |  |                  |  |  |                 |  |
|                                     |                                     | Sophie Lafontaine                               | Franz Lafontaine                                |  |  |       |  |  |                  |  |  |                 |  |
|                                     |                                     | Sophie Lafontaine                               | Maria Theresa Kornély                           |  |  |       |  |  |                  |  |  |                 |  |
| Alessandro                          |                                     | Sophie Lafontaine                               |                                                 |  |  |       |  |  |                  |  |  |                 |  |
|                                     | Ernesto I di Sassonia-Coburgo-Gotha | Francesco Federico di Sassonia-Coburgo-Saalfeld |                                                 |  |  |       |  |  |                  |  |  |                 |  |
|                                     | Ernesto I di Sassonia-Coburgo-Gotha | Francesco Federico di Sassonia-Coburgo-Saalfeld |                                                 |  |  |       |  |  |                  |  |  |                 |  |
|                                     | Ernesto I di Sassonia-Coburgo-Gotha | Augusta di Reuss-Ebersdorf                      |                                                 |  |  |       |  |  |                  |  |  |                 |  |
| Alberto di Sassonia-Coburgo-Gotha   | Ernesto I di Sassonia-Coburgo-Gotha |                                                 |                                                 |  |  |       |  |  |                  |  |  |                 |  |
|                                     |                                     | Luisa di Sassonia-Gotha-Altenburg               | Augusto di Sassonia-Gotha-Altenburg             |  |  |       |  |  |                  |  |  |                 |  |
|                                     |                                     | Luisa di Sassonia-Gotha-Altenburg               | Augusto di Sassonia-Gotha-Altenburg             |  |  |       |  |  |                  |  |  |                 |  |
|                                     |                                     | Luisa di Sassonia-Gotha-Altenburg               | Luisa Carlotta di Meclemburgo-Schwerin          |  |  |       |  |  |                  |  |  |                 |  |
| Beatrice di Gran Bretagna e Irlanda |                                     | Luisa di Sassonia-Gotha-Altenburg               |                                                 |  |  |       |  |  |                  |  |  |                 |  |
|                                     |                                     | Edoardo Augusto di Hannover                     | Giorgio III di Gran Bretagna                    |  |  |       |  |  |                  |  |  |                 |  |
|                                     |                                     | Edoardo Augusto di Hannover                     | Giorgio III di Gran Bretagna                    |  |  |       |  |  |                  |  |  |                 |  |
|                                     |                                     | Edoardo Augusto di Hannover                     | Carlotta di Meclemburgo-Strelitz                |  |  |       |  |  |                  |  |  |                 |  |
| Vittoria del Regno Unito            |                                     | Edoardo Augusto di Hannover                     |                                                 |  |  |       |  |  |                  |  |  |                 |  |
|                                     |                                     | Vittoria di Sassonia-Coburgo-Saalfeld           | Francesco Federico di Sassonia-Coburgo-Saalfeld |  |  |       |  |  |                  |  |  |                 |  |
|                                     |                                     | Vittoria di Sassonia-Coburgo-Saalfeld           | Francesco Federico di Sassonia-Coburgo-Saalfeld |  |  |       |  |  |                  |  |  |                 |  |
|                                     |                                     | Vittoria di Sassonia-Coburgo-Saalfeld           | Augusta di Reuss-Ebersdorf                      |  |  |       |  |  |                  |  |  |                 |  |
|                                     |                                     | Vittoria di Sassonia-Coburgo-Saalfeld           |                                                 |  |  |       |  |  |                  |  |  |                 |  |